# Partit dels Treballadors
El Partit dels Treballadors (PT) fou un partit polític espanyol sorgit el 1979 de la fusió del Partit del Treball d'Espanya (PTE) i de l'Organització Revolucionària dels Treballadors (ORT). De tendència maoista, s'organitzà de forma federal, amb voluntat de participar en el joc parlamentari. Així al Principat actuà com a Partit dels Treballadors de Catalunya. A les eleccions municipals de 1979 va obtenir un total de 300.000 vots, 400 regidors (dos a Saragossa i un a Madrid) i 20 alcaldies.

## Història

### Precedents
L'antic Partit del Treball d'Espanya (PTE), anteriorment el PCE(i), amb una militància molt jove, va impulsar la creació de la Confederació de Sindicats Unitaris de Treballadors (CSUT), sindicat del qual formava part el Sindicat d'Obrers del Camp (SOC) d' Andalusia, precursor de l'actual Sindicat Andalús de Treballadors (SAT). La seva organització juvenil va ser la Jove Guàrdia Roja d'Espanya (JGRE) i el seu secretari general va ser Eladio García Castro.
L'Organització Revolucionària de Treballadors (ORT), per part seva, va impulsar la creació del Sindicat Unitari (SU). La seva organització juvenil va ser la Unió de Joventuts Maoistes (UJM) i el seu secretari general es deia José Sanromá Aldea.
Les seves publicacions principals van ser, per part del PTE, La Unió del Poble; que al País Basc es va anomenar Jeiki ("aixecar-se") i a Catalunya es va anomenar Avant. Per part de l'ORT es va publicar el diari En Lluita i la revista El Militante .

### Unificació
El 24 de juliol de 1979 el PTE i l'ORT es van dissoldre per crear el Partit dels Treballadors (PTE-ORT), sent el seu nou òrgan de premsa el diari Yesca. La unificació va tenir un objectiu principalment electoral, per tal de constituir una alternativa seriosa a l'hegemònic PCE.
Després d'haver aconseguit a les eleccions municipals del 3 d'abril de 1979 prop de 400 regidors (11 provincials) i 20 alcaldes, tenint el seu sostre electoral en 325.000 vots, el 1980 visqué una greu crisi interna deguda a diferències ideològiques, problemes econòmics i a les característiques diferents a les que s'afrontaven les diferents territorials del partit, aturant tota activitat. La majoria dels seus afiliats es van integrar en diferents partits polítics, com el PSOE, el Partit Comunista dels Pobles d'Espanya, el Partit Comunista d'Espanya, Esquerra Unida, o en diferents organitzacions socials. El 1981 un sector del Partit dels Treballadors de Catalunya s'incorporà a Nacionalistes d'Esquerra.

### Refundació
L'any 2005 es celebra el 30è aniversari de la creació del PTE, reunint-se de nou prop d'un miler d'antics militants del Partit i de la JGRE a Madrid. Durant aquesta i posteriors trobades, s'impulsa la creació de l'Associació per a la Memòria Històrica del PTE – JGRE, des de la qual alguns dels seus membres consideren necessari recuperar de manera efectiva el PTE, decisió que es pren al 2008. Després de tres trobades estatals, el febrer de 2012 es va refundar el PTE, a partir sobre tot d'antics militants, utilitzant el nom de Partit històric dels Treballadors d'Espanya (PhTE).

## Vegeu més
- Partit Comunista d'Espanya (i)
- Partit del Treball d'Espanya (PTE)
- Organització Revolucionària de Treballadors (ORT)
- Partit del Treball de Catalunya